# Cramauchenia normalis
Cramauchenia normalis è un mammifero estinto, appartenente ai litopterni. Visse tra l'Oligocene superiore e il Miocene inferiore (23 - 16 milioni di anni fa) e i suoi resti fossili sono stati ritrovati in Sudamerica.

## Descrizione
Questo animale aveva un aspetto vagamente simile a quello di un piccolo lama, o forse a quello di una tozza antilope. Il cranio di questo animale era relativamente allungato e fornito di un'apertura nasale leggermente arretrata; per questo motivo si suppone che vi fosse la presenza di un forte labbro muscoloso, forse prensile. In forme simili, ma più grandi e recenti, come Theosodon e Scalabrinitherium, questo labbro andò via via sviluppandosi, fino a dare origine a una struttura forse simile a una proboscide con Macrauchenia.

## Classificazione
Cramauchenia, descritto per la prima volta da Florentino Ameghino nel 1902, è un rappresentante primitivo dei macrauchenidi, un gruppo di mammiferi sudamericani appartenenti ai litopterni, dalle forme simili a quelle dei camelidi (non strettamente imparentati). Il nome Cramauchenia è l'anagramma di Macrauchenia, un genere di litopterni più conosciuto e vissuto milioni di anni dopo.
I fossili di Cramauchenia sono stati scoperti inizialmente nella formazione Sarmiento della provincia di Chubut, in Argentina, in strati del Miocene inferiore. Altri resti, sempre del Miocene inferiore, sono stati in seguito ritrovati nelle provincie di Neuquén e di Rio Negro. Nel 2010 venne descritto un nuovo esemplare nella formazione Sarmiento, questa volta proveniente dall'Oligocene superiore.
Cramauchenia è noto per l'unica specie C. normalis; un'altra specie, C. insolita, venne descritta inizialmente come specie a sé stante, ma in seguito a uno studio di Soria (1981) venne attribuita alla specie tipo.